# فیرمنيش
فیرمنيش هي شركة سويسرية خاصة تعمل في مجال العطور والنكهات. أكبر شركة مملوكة للقطاع الخاص في هذا المجال وتحتل المرتبة الثانية على مستوى العالم. ابتكرت شركة فیرمنيش العطور لأكثر من 125 عامًا وأنتجت عددًا من النكهات المعروفة.
توظف فیرمنيش 10000 شخص في 46 مصنعًا وستة مراكز بحث وتطوير. المنافسون الرئيسيون هم جيڤودان ونكهات و عطور عالمية (International Flavours and Fragrances) وسيمرايز.
في عام 2021، احتلت فیرمنيش المرتبة الثانية في قائمة أفضل 50 شركة عالمية للنكهات الغذائية والعطور التابعة لـفودتلكس (FoodTalks)، تليها جيڤودان وفوق نكهات و عطور عالمية.

## تاريخ
تأسست الشركة باسم شوي & نايف (Chuit & Naef) في عام 1895 في جنيف من قبل الكيميائي فيليب شوي ورجل الأعمال مارتن نايف. انضم فريد فيرمنيش في عام 1900 وأصبح فيما بعد الشريك الأغلبية. تم تغيير اسم الشركة إلى فیرمنيش.
كانت شركة فیرمنيش في الأصل شركة عطور، وقد تفرعت في مجال النكهات من خلال إنشاء بديل للتوت في عام 1938، تلاها إبداعات نكهة الحمضيات و الفراولة. بالإضافة للنكهات الاصطناعية الأخرى لاستخدامها في الأطعمة المصنعة و الأطعمة المحفوظة. 
في عام 1939، مُنح مدير فیرمنيش للبحث والتطوير ليوبولد روزيتشكا جائزة نوبل في الكيمياء «لعمله على متعدد الإيثيلين وتربين»   «بما في ذلك التوليف الكيميائي الأول لهرمونات الذكورة الجنسية.»  
في 3 مايو 2007، أعلنت فیرمنيش أنها ستستحوذ على قسم النكهات في دانيسكو، نوڤيل، في صفقة تبلغ قيمتها 450 مليون يورو.  كان من المتوقع أن تدفع هذه الصفقة فیرمنيش إلى مرتبة متقدمة على نكهات و عطور عالمية (IFF) كثاني أكبر شركة نكهات في العالم. 
عين مجلس إدارة فیرمنيش جيلبرت غوستين كمدير تنفيذي خلفًا لباتريك فيرمنيش، اعتبارًا من 1 أكتوبر 2014. تم انتخاب باتريك فيرمنيش رئيسًا لمجلس إدارة فيرمنيش اعتبارًا من 12 أكتوبر 2016.
في 11 يوليو 2017، أكملت فیرمنيش الاستحواذ على عطور أجيلكس (Agilex Fragrances)، لتوسيع قدرتها على خدمة العملاء متوسطي الحجم في أمريكا الشمالية.
في 13 ديسمبر 2017، أعلنت فیرمنيش عن استحواذها على فلاڤوروم (Flavourome)، وهي شركة نكهات خاصة تأسست في جنوب إفريقيا، لتوسيع وجودها في إفريقيا. في 5 فبراير 2018، أكدت فیرمنيش إتمام عملية الاستحواذ بنجاح.
في أغسطس 2018، استحوذ فیرمنيش على كامپوس (Campus)، مبتكر في تطبيق «المكونات الوظيفية الطبيعية لتطبيق البروتين»، والمتخصص في «الملصقات النظيفة، اللحوم، منتجات الألبان، الصلصات والأغذية النباتية». تقع مرافق البحث والإنتاج في الحرم الجامعي في إيطاليا ومونتيري بالمكسيك.
في مرحلة ما، استحوذت فیرمنيش على ناتورال فلاڤورز (Natural Flavours)، وهي شركة مصنعة للنكهات لصناعة الأغذية والمشروبات. 
في سبتمبر 2018، أعلنت شركة فیرمنيش عزمها الاستحواذ على سينوميكس (Senomyx).
في يونيو 2020، استحوذت فیرمنيش على درت (Les Dérivés Résiniques et Terpéniques ("DRT"))، وهي شركة عالمية رائدة في الكيمياء النباتية، وخاصة من أشجار الصنوبر، وأحد الموردين الرائدين على مستوى العالم للمكونات المتجددة عالية الجودة.
في أكتوبر 2020، أعلنت شركة فیرمنيش أنها ابتكرت نكهة عن طريق الذكاء الاصطناعي. تعاونت مع مايكروسوفت التي ساعدت في الاستفادة من «قاعدة بيانات المواد الخام العريضة لشركة فیرمنيش» لتقليد «مذاق اللحم البقري المشوي قليلاً» في بدائل اللحوم النباتية. كانت «لوحة المكونات الفريدة» الخاصة بـفیرمنيش و «خبرة سمارت پروتيين (SmartProteins) في بدائل البروتين النباتي» عاملين أساسيين في عملية الابتكار.

## مجموعات اللوبي
فیرمنيش عضو في جمعية النكهات الأوروبية.
في مارس 2021، أطلقت فیرمنيش، جيڤودان، نكهات و عطور عالمية (International Flavours and Fragrances) وسيمرايز مجلس علوم العطور (Fragrance Science and Advocacy Council).